# Non omnis moriar

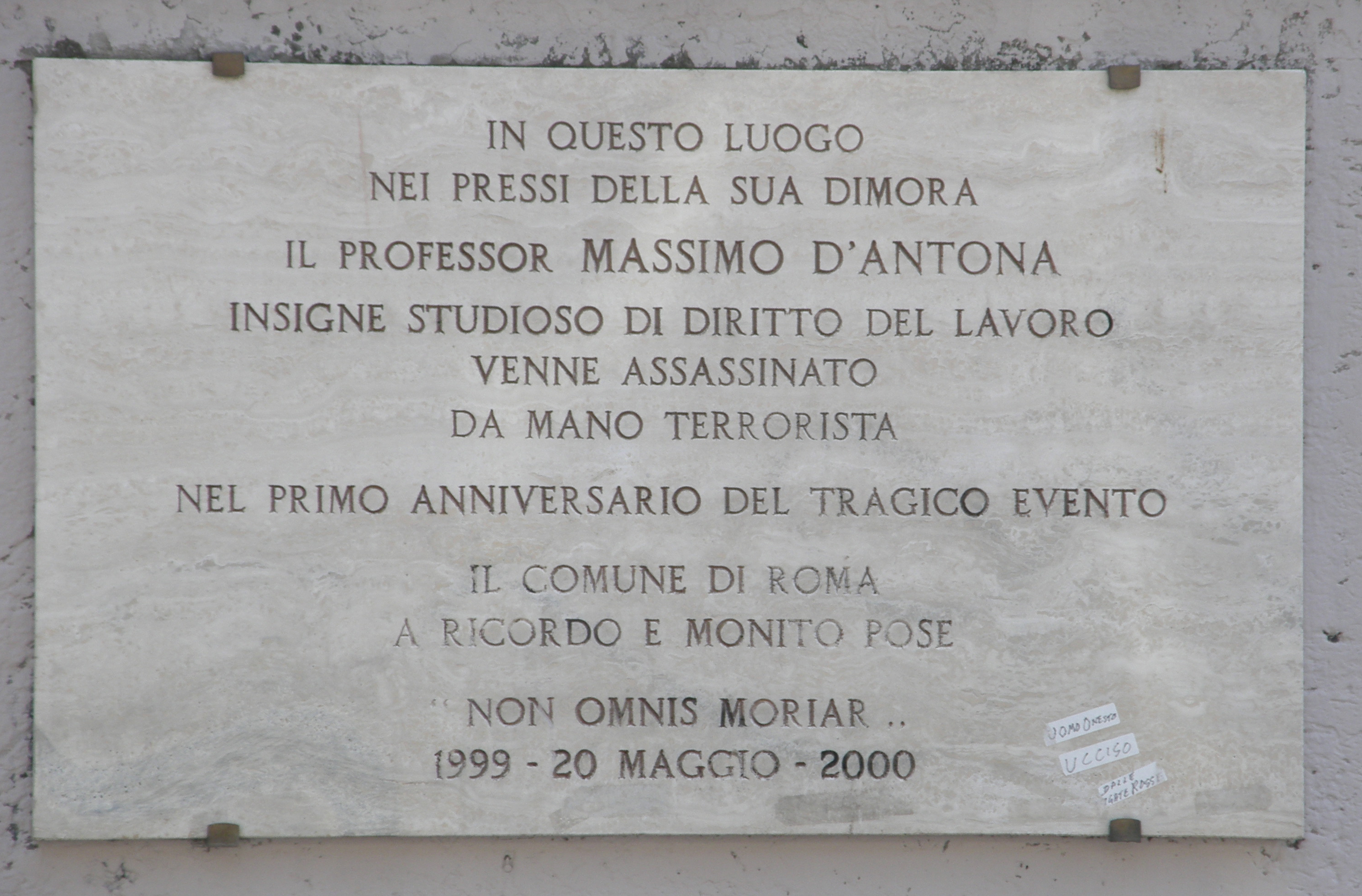
Placă în memoria lui Massimo D'Antona, în via Salaria, pe peretele Vilei Albani

Locuțiunea latină Non omnis moriar (Horațiu, Ode, III, 30, 6) înseamnă, în traducere ad-literam, Nu voi muri cu totul sau Nu voi muri de tot.
Expresia integrală din Oda lui Horațiu este următoarea: „Non omnis moriar multaque pars mei/ Vitabit Libitinam” („Nu voi muri de tot și o parte din mine va ocoli moartea”). Horațiu se referă, probabil, la faptul că opera sa poetică va supraviețui morții sale, în analogie cu un alt celebru vers: „Exegi monumentum aere perennius” („Un monument nălțat-am, care mai veșnic e decât arama”, Ode, III, 30, 1, în traducerea lui Niculae I. Herescu), în care poetul își exprimă credința că și-a înălțat prin poeziile lui un monument durabil, care va face ca faima și memoria să fie nemuritoare.
În Evul Mediu acest vers din Horațiu, la fel ca și alte scrieri păgâne, a fost citit ca o mărturie a adevărului de credință în era precreștină, adică în acest caz recunoașterea nemuririi sufletului.
Această expresie, grație înțelesului ei, a fost adoptată ca motto al infanteriei Armatei Italiene.